# ديفيز كنواي
ديفيد كونواي (بالإنجليزية: David Conway)‏ من مواليد 1947 هو فيلسوف وأكاديمي بريطاني كتب عدة كتب في الفلسفة والسياسة وقد وصف بأنه "ليبرالي كلاسيكي وبأنه يعتقد أن الأمم ضرورية".
نشأ كونواي في لندن. قرأ الفلسفة عندما كان طالباً في جامعة كامبريدج في ستينات القرن الماضي. وحصل على الدكتوراه في الفلسفة من جامعة لندن. ودرّس في جامعة ميدلسكس لمدة ثلاثين عاماً، حيث كان استاذاً للفلسفة. وبعد ذلك في جامعة روهامبتون عمل زميلًا وباحث أول في علم اللاهوت والدراسات الدينية، وبعد ذلك عمل بصفة زميل باحث أول في معهد دراسة المجتمع المدني (CIVITAS) وهي مؤسسة بحثية بريطانية مستقلة.

## منشورات
- وداعًا لماركس: مخطط تفصيلي وتقييم لنظرياته (كتب بينجوين، 1987)[3]
- الليبرالية الكلاسيكية: المثالية غير المقهورة (بالجريف ماكميلان، 1995)[4][5]
- الحركة النسوية للسوق الحرة (معهد الشؤون الاقتصادية، 1998)
- إعادة اكتشاف الحكمة: من هنا إلى العصور القديمة بحثًا عن "صوفيا" (بالجريف ماكميلان، 2000)
- دفاعًا عن العالم: مكانة الأمم في الليبرالية الكلاسيكية (Ashgate Publishing Group، 2004)
- أمة من المهاجرين؟ (سيفيتاس، 2007)
- التعليم الليبرالي والمناهج الوطنية (سيفيتاس، 2010)
- مع أصدقاء مثل هؤلاء: لماذا يجب على بريطانيا مغادرة الاتحاد الأوروبي - وكيف (سيفيتاس، 2014)
- مقالة موسوعة - Hamowy، Ronald، ed. (2008). "الليبرالية الكلاسيكية". موسوعة الليبرتارية. ثاوزاند أوكس، كاليفورنيا: منشورات SAGE، معهد كاتو. ص 295-98.